# Донецька селищна рада (Ізюмський район)
Доне́цька се́лищна ра́да (до 2016 року — Червонодонецька) — орган місцевого самоврядування в Балаклійському районі Харківської області. Адміністративний центр — селище міського типу Донець.

## Загальні відомості
- Донецька селищна рада утворена в 1959 році.
- Територія ради: 45,673 км²
- Населення ради: 10 278 осіб (станом на 2001 рік)
- Територією ради протікає річка Сіверський Донець.

## Населені пункти
Селищній раді підпорядковані населені пункти:
- смт Донець
- с. Дальня Шебелинка
- с. Копанка
- с. Прогрес
- с. Червона Гірка

## Склад ради
Рада складається з 30 депутатів та голови.
- Голова ради: Пригодіч Тетяна Григорівна
- Секретар ради: Романовська Анастасія Миколаївна

### Керівний склад попередніх скликань
| Прізвище, ім'я, по батькові | Основні відомості                                                        | Дата обрання | Дата звільнення |
| --------------------------- | ------------------------------------------------------------------------ | ------------ | --------------- |
| Наздрачов Анатолій Петрович | Селищний голова, 1964 року народження, член Партії регіонів              | 26.03.2006   | 31.10.2010      |
| Пригодіч Тетяна Григорівна  | Селищний голова, 1958 року народження, освіта вища, член Партії регіонів | 31.10.2010   |                 |

Примітка: таблиця складена за даними сайту Верховної Ради України

### Депутати
За результатами місцевих виборів 2010 року депутатами ради стали:

#### За суб'єктами висування
| Суб'єкт висування | Кількість обраних депутатів | %  |
| ----------------- | --------------------------- | -- |
| Партія регіонів   | 24                          | 80 |
| Самовисування     | 6                           | 20 |

#### За округами
| № округу        | Прізвище, ім'я, по батькові      | Дата визнання обраним | Освіта             | Партійна приналежність | Відомості про обраного депутата                                     |
| --------------- | -------------------------------- | --------------------- | ------------------ | ---------------------- | ------------------------------------------------------------------- |
| Партія регіонів |                                  |                       |                    |                        |                                                                     |
| 1               | Латишева Оксана Юріївна          | 02.11.2010            | вища               | позапартійна           | Червонодонецька лікарня, лікар загальної практики сімейної медицини |
| 2               | Лісковський Олександр Дмитрович  | 02.11.2010            | вища               | член Партії регіонів   | ГПУ Шебелинкагазвидобування, начальник відділу охорони праці        |
| 4               | Туракевич Тетяна Вікторівна      | 02.11.2010            | вища               | член Партії регіонів   | ГПУ Шебелинкагазвидобування, директор Палацу культури               |
| 5               | Золотарьов Андрій Миколайович    | 02.11.2010            | вища               | член Партії регіонів   | Тов. НГС, директор                                                  |
| 6               | Лісковський Сергій Дмитрович     | 02.11.2010            | вища               | член Партії регіонів   | ГПУ Шебелинкагазвидобування, начальн. цеху                          |
| 7               | Вахрів Андрій Петрович           | 02.11.2010            | вища               | член Партії регіонів   | ГПУ Шебелинкагазвидобування, заступник директора                    |
| 8               | Сметана Олена Іванівна           | 02.11.2010            | вища               | член Партії регіонів   | ГПУ Шебелинкагазвидобування, начальник відділу                      |
| 9               | Ващенко Віктор Васильович        | 02.11.2010            | вища               | член Партії регіонів   | ГПУ Шебелинкагазвидобування, начальн. дільниці                      |
| 10              | Кулик Андрій Володимирович       | 02.11.2010            | вища               | член Партії регіонів   | АТЗТ «Прометей», директор                                           |
| 11              | Домненко Микола Петрович         | 02.11.2010            | вища               | член Партії регіонів   | ГПУ Шебелинкагазвидобування, заступник начальника цеху              |
| 13              | Мартинова Наталія Олександрівна  | 02.11.2010            | вища               | член Партії регіонів   | ГПУ Шебелинкагазвидобування, заступник директора                    |
| 14              | Таран Сергій Васильович          | 02.11.2010            | вища               | член Партії регіонів   | Тов. «Стандарт», директор                                           |
| 15              | Заворотній Сергій Володимирович  | 02.11.2010            | вища               | член Партії регіонів   | ГПУ Шебелинкагазвидобування, начальник цеху                         |
| 16              | Корпан Віктор Васильович         | 02.11.2010            | вища               | член Партії регіонів   | ГПУ Шебелинкагазвидобування, головний інженер цеху                  |
| 17              | Шабода Леонтій Костянтинович     | 02.11.2010            | вища               | член Партії регіонів   | ГПУ Шебелинкагазвидобування, лікар                                  |
| 18              | Клименко Сергій Михайлович       | 02.11.2010            | вища               | член Партії регіонів   | ГПУ Шебелинкагазвидобування, начальник цеху                         |
| 19              | Корпан Василь Васильович         | 02.11.2010            | вища               | член Партії регіонів   | ГПУ Шебелинкагазвидобування, начальник ремонтної дільниці           |
| 20              | Новіков Олександр Олександрович  | 02.11.2010            | середня спеціальна | член Партії регіонів   | СПДФО Новіков, приват. підприє-мець                                 |
| 21              | Таран Іван Петрович              | 02.11.2010            | вища               | член Партії регіонів   | ГПУ Шебелинкагазвидобування, водій                                  |
| 22              | Тарасевич Володимир Петрович     | 02.11.2010            | вища               | член Партії регіонів   | ШВБР, начальник відділу кадрів                                      |
| 23              | Ващенко Віктор Вікторович        | 02.11.2010            | вища               | член Партії регіонів   | ГПУ Шебелинкагазвидобування, старший інженер                        |
| 25              | Лещенко Людмила Сергіївна        | 02.11.2010            | вища               | член Партії регіонів   | ГПУ Шебелинкагазвидобування, начальник відділу                      |
| 26              | Закора Олександр Петрович        | 02.11.2010            | вища               | член Партії регіонів   | ГПУ Шебелинкагазвидобування, старший інженер                        |
| 28              | Лежибоков Володимир Дмитрович    | 02.11.2010            | вища               | член Партії регіонів   | ГПУ Шебелинкагазвидобування, провідний механік                      |
| Самовисування   |                                  |                       |                    |                        |                                                                     |
| 3               | Гаврилюк Оксана Вікторівна       | 02.11.2010            | вища               | член Партії регіонів   | Червонодонецька селищна рада, спеціаліс2 категор.                   |
| 12              | Бескорса Віра Василівна          | 02.11.2010            | середня спеціальна | позапартійна           | тимчасово не працює                                                 |
| 24              | Романовська Анастасія Миколаївна | 02.11.2010            | вища               | член Партії регіонів   | Червонодонецька селищна рада, секретар селищної ради                |
| 27              | Романенко Ольга Володимирівна    | 02.11.2010            | вища               | позапартійна           | ПриватБанк, керівник Червонодонецького відділення                   |
| 29              | Романенко Олександр Петрович     | 02.11.2010            | вища               | позапартійний          | ГПУ Шебелинкагазвидобування, оператор з видобудку НГК               |
| 30              | Фесенко Михайло Вікторович       | 02.11.2010            | вища               | позапартійний          | приватний підприємець                                               |